# Vitex trichantha
Vitex trichantha là một loài thực vật có hoa trong họ Hoa môi. Loài này được Baker mô tả khoa học đầu tiên năm 1885.